# Skaistės pelkė
Skaistės pelkė este o arie protejată (arie specială de conservare — SAC, sit de importanță comunitară — SCI) din Lituania întinsă pe o suprafață de 104,5 ha, integral pe uscat.

## Localizare
Centrul sitului Skaistės pelkė este situat la coordonatele 55°24′47″N 24°08′33″E / 55.413°N 24.1424°E.

## Înființare
Situl Skaistės pelkė a fost declarat sit de importanță comunitară în august 2016 pentru a proteja un număr necunoscut de specii din flora spontană și fauna sălbatică aflate în arealul zonei. Situl a fost protejat și ca arie specială de conservare în august 2020.

## Biodiversitate
Situată în ecoregiunea boreală, aria protejată conține 1 habitat natural: Păduri caducifoliate de mlaștină fino-scandinave.
La baza desemnării sitului se află un număr nedeclarat de specii protejate.